# Ancarista
Ancarista là một chi bướm đêm thuộc họ Noctuidae.

## Các loài
- Ancarista laminifera (Saalmüller, 1878)